# Materiali naturalmente radioattivi
I materiali naturalmente radioattivi, detti anche NORM (acronimo di naturally occurring radioactive material, lett. "materiali radioattivi naturalmente presenti"), sono quei materiali risultanti da attività umane, che non sono considerati come radioattivi ma che, per le modalità della loro formazione, nella loro composizione includono dei radionuclidi naturali presenti in concentrazioni percentuali superiori a quelle medie in cui sono naturalmente rinvenibili nella crosta terrestre (soprattutto uranio e torio ed i loro prodotti di decadimento come il radon).
Generalmente costituiscono la materia prima o il prodotto o il residuo nella lavorazione in numerose attività industriali, soprattutto dell'industria estrattiva del petrolio e del gas naturale ma anche nella lavorazione di minerali fosfatici (compresi i depositi per il commercio all'ingrosso dei fertilizzanti).
In Italia la gestione di questi materiali è normata dal Decreto Legislativo 31 luglio 2020, n. 101, nel Titolo IV capo II